# Anne-Marie Pol
Pour les articles homonymes, voir Pol.
 (mai 2023).
Si vous disposez d'ouvrages ou d'articles de référence ou si vous connaissez des sites web de qualité traitant du thème abordé ici, merci de compléter l'article en donnant les références utiles à sa vérifiabilité et en les liant à la section « Notes et références ».
Anne-Marie Pol est un mannequin, danseuse et écrivaine française née le 31 octobre 1958 à Rabat au Maroc.  Elle est spécialisée dans la littérature pour enfants. Elle est surtout connue pour sa série Danse ! parue aux éditions Pocket Jeunesse.

## Biographie
Née à Rabat, aînée de six enfants, Anne Marie Pol a grandi entre le Sénégal, le Congo, Chantilly, Cannes, et la Bretagne. Elle a passé de longues années en Espagne où elle fut actrice et mannequin. Elle est titulaire d'une maîtrise d'études théâtrales à la Sorbonne (Paris III). Elle vit aujourd'hui près de Paris. Elle appelle ses héros « ses enfants de papier ».

## Œuvres

### Danse!
1. Nina, graine d'étoile
2. A moi de choisir
3. Embrouilles en coulisses
4. Sur un air de hip hop
5. Le garçon venu d'ailleurs
6. Pleins feux sur Nina
7. Une Rose pour Mo
8. Coups de bec
9. Avec le vent
10. Une étoile pour Nina
11. Un trac du diable
12. Nina se révolte
13. Rien ne va plus
14. Si j'étais Cléopâtre...
15. Comme un oiseau
16. Un cœur d'or
17. À Paris
18. Le mystère Mo
19. Des yeux si noirs
20. Le Miroir Brisé
21. Peur de rien !
22. Le secret d'Aurore
23. Duel
24. Sous les étoiles
25. Tout se détraque
26. La victoire de Nina
27. Prince Hip Hop
28. Pile ou face
29. Quand même !
30. Un amour pour Nina
31. Grabuge chez Camargo
32. Nina et l'oiseau de feu
33. Le triomphe de Nina
34. Accroche-toi Nina !
35. La danse ou la vie ?
36. La danseuse et le prince
37. Paparazzi story
38. Nina et son double
39. Entre deux cœurs
40. Tout commence !

- Les secrets de Nina (Hors Série)
- Les ballets de Nina (Hors Série)

Il y a eu une interruption de parution d'un an entre le numéro 33 et le numéro 34.

### Les 3 copines
- Une rentrée qui déménage...
- Les filles au pouvoir !
- L'Abominable Homme des Maths
- Une société très, très secrète
- Drôle de pensionnaire
- Princesse mensonge
- Un étranger super mignon...
- Mr Smith a disparu !
- Collège Hollywood
- A l'année prochaine ?
- Ami un jour, ami toujours
- Un mariage et 3 copines

### Romans historiques
- À l'aube de la révolution russe
- Promenade par temps de guerre
- Mon ennemi, mon amour
- Papillon de papier
- 10 récits de danse classique
- Rachel : le théâtre ou la vie

### Yanoël
- Par le cœur et par l'épée
- Pour l'amour d'Iselda
- À cause d'un serment
- Le chevalier au chardon bleu (2004)

### Le destin de l'esquirol
Baladin de la Reine - T1(2018)
Chevalier du roi captif T2 (2019)
Défenseur des oubliés T3 (2020)

### Romans sur la danse
- Lilou danseuse
- Le sang des étoiles
- À quoi rêve une danseuse
- C'est moi qui décide!
- Du côté des étoiles
- La star du Carlton
- Yzé

### Autres romans
- Aimées ou pas
- Chacun son tour
- La vie d'abord
- Soledad ou la maison aux yeux fermés
- Ma vie rêvée
- La reine de l'île
- L'amour au vol (parue aussi sous le titre Sauve qui peut le prince charmant)
- Amours, délices et orgues
- Lola et les loups
- Tout seul
- Hector et l'archange de Chihuahua
- On ne joue plus, Roméo !
- Un goût d'orage (parue aussi sous le titre Une fille en trop)
- Mon cheval de papier
- Coloc' d'enfer

### Nouvelles (seule ou en collaboration avec d'autres auteurs)
- Un amour d'enfance
- Crimes glacés
- Parle moi d'amour
- Entretiens avec le diable
- L'Amour fantôme : Suivi de La Robe de mariée et autres nouvelles

### Traductions
- Série Julie et Jess de Lucy Daniels (traduit de l'anglais)
- Romans de la série Cœur Grenadine sous des pseudonymes (Anaïs Berger)
- Vif Argent" de Joseph Vallerdu (traduit de l'espagnol)

### Autres
- Chroniques d'un malentendu littéraire (essai)
- Aurore (novélisation)

## Filmographie
- 1980 : La Ballade de la féconductrice de Laurent Boutonnat : la Sainte Vierge